# Ancestry
Ancestry è un gioco di ruolo italiano, pubblicato per la prima volta come autoproduzione nel 2001 e una seconda a cura della M40italia.
Le due edizioni in realtà sono molto differenti e si tratta di due giochi di ruolo indipendenti anche se alcune linee del sistema di gioco sono sostanzialmente identiche.

## Ambientazione
Ancestry si propone come un gioco di ruolo dark fantasy storico ambientato nell'Europa della seconda metà del X secolo, dove superstizione e realtà si fondono in un cupo medioevo.

## Il sistema di gioco
Il sistema di gioco è descritto in un solo manuale che accompagna il giocatore dal livello base a quello esperto, cominciando a giocare con personaggi di livello basso le regole da utilizzare sono davvero poche, mentre il personaggio cresce in esperienza cresce anche la complessità del gioco.

### Le azioni
In base alla situazione il master stabilisce una difficoltà di azione; il personaggio utilizzando il valore di una sua capacità, più il tiro del dado, deve superare un valore legato al livello di difficoltà dell'azione. Lo scarto in positivo o in negativo indica la qualità di riuscita o la gravità del fallimento.
Per il combattimento ci sono nel manuale delle tabelle che aiutano il master a stabilire il valore della difficoltà. Le caratteristiche primarie di un personaggio sono: Forza, Destrezza, Costituzione, Intelligenza, Autocontrollo, Carisma e Percezione. Sono definite in una scala da 1 a 20 per i personaggi ed esprimono numericamente le loro doti fisiche e mentali. Facendo uso delle caratteristiche primarie il personaggio può compiere qualsiasi azione nella norma di tipo fisico o di tipo astratto. Tanto più il valore di una caratteristica è elevato, tanto più risulta facile riuscire nei propri propositi quando si usufruisce di essa.
Le caratteristiche secondarie sono abilità che permettono di compiere azioni piuttosto specifiche con minore difficoltà e che a volte non possono essere compiute con le caratteristiche primarie (ad esempio nuotare o leggere, chi non ha l'abilità non può farlo). Per le azioni si usa il dado da 20 (ma il gioco non è basato sul d20 system). Le caratteristiche sono in scala da 1 a 20, il valore di difficoltà massimo è 40.

### L'esperienza
L'esperienza è espressa in crediti che possono essere impiegati in due modi. 
- Possono essere spesi per acquistare nuove capacità o aumentare il valore di quelle che già si possiedono.
- Oppure possono essere spesi per passare di livello, dato che passando di livello un personaggio aumenta il valore massimo attribuibile alle abilità o può crescere approfondendo la sua carriera ottenendo vantaggi diversi (ad esempio il guerriero può ottenere capacità uniche in combattimento e il mago dei bonus per gli incantesimi).

Non esistono classi di personaggi, esistono i mestieri, un concetto meno rigido delle classi. Un personaggio può scegliere un mestiere e portare avanti la sua carriera specializzandosi nel cammino scelto o salendo di esperienza spaziando sempre più in ambiti considerati sempre meno adiacenti.

## Storia editoriale

### Prima edizione
La prima edizione (2001) è stata un'autroduzione amatoriale ora esaurita. Il gioco era più meccanico e richiedeva più spesso il tiro di dado, calcoli matematici e la consultazione di tabelle.  L'ambientazione fantasy è piuttosto stereotipata e occupa poche pagine, mentre il manuale è composto per lo più da listee di incantesimi, personaggi e mostri.

### Seconda edizione
La seconda edizione, sottotilata "mille e non più mille" e si differenzia notevolmente dalla prima soprattutto per l'ambientazione (del tutto mancante nell'altra), più legata al medioevo storico. Il sistema di gioco è stato alleggerito, le regole di crescita semplificate e rese più versatili, la magia è stata rivisitata, il bestiario appare del tutto nuovo e con mostri scelti dal mito e dalla leggenda medievale. Introduce il concetto di "Stirpe" per i personaggi, ovvero una sorta di lignaggio ultraterreno risalente ad un progenitore magico, demoniaco o sacro, che ha lasciato una sorta di eredità "molto speciale" al personaggio.